# Tyson McCarter Place
 (juillet 2020).
Pour les articles homonymes, voir McCarter.
La Tyson McCarter Place est une ancienne exploitation agricole américaine située dans le comté de Sevier, dans le Tennessee. Protégée au sein du parc national des Great Smoky Mountains, elle est inscrite au Registre national des lieux historiques depuis le 16 mars 1976.